# Erin Pac
Erin Pac, née le 30 mai 1980 à Farmington, est une bobeuse américaine en tant que pilote.

## Palmarès

### Jeux Olympiques
- : médaillé de bronze en bob à 2 aux JO 2010.

### Championnats monde
- : médaillé d'argent en équipes mixtes aux championnats monde de 2009 et 2010.

### Coupe du monde
- 4 podiums  : 
  - en bob à 2 : 4 troisièmes places.
- 2 podiums en équipe mixte : 2 deuxièmes places.